# Camp des Milles
Das Camp des Milles war seit 1939 ein Internierungslager in Les Milles, einem Ortsteil von Aix-en-Provence (Département Bouches-du-Rhône) in Südfrankreich. Es war zugleich Zentrum einer Galaxie von Internierungsorten, die sich über Bouches-du-Rhône und über das Département Alpes-de-Haute-Provence (Basses-Alpes) verteilten.

## Geschichte des Lagers

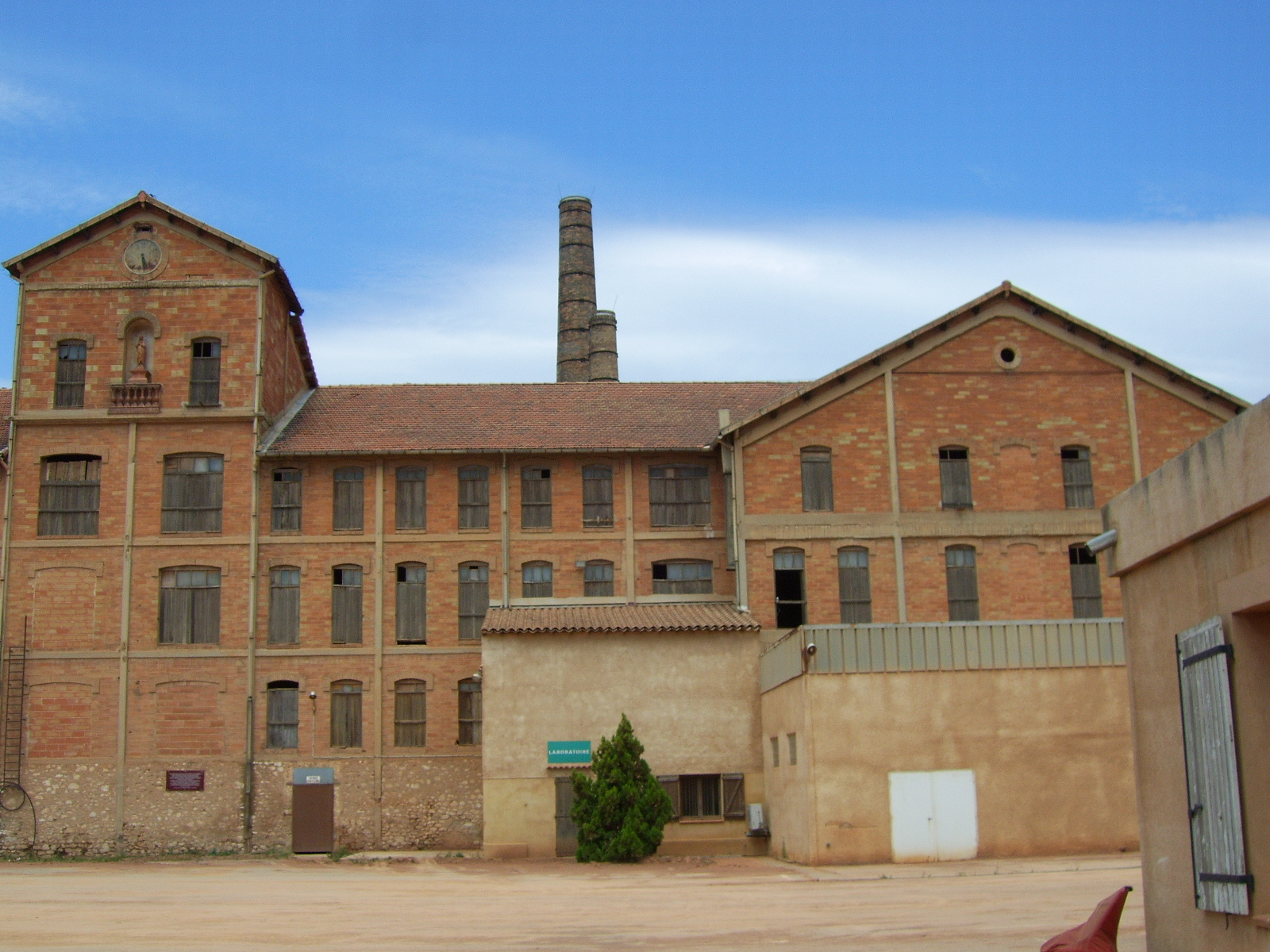
Lagergebäude

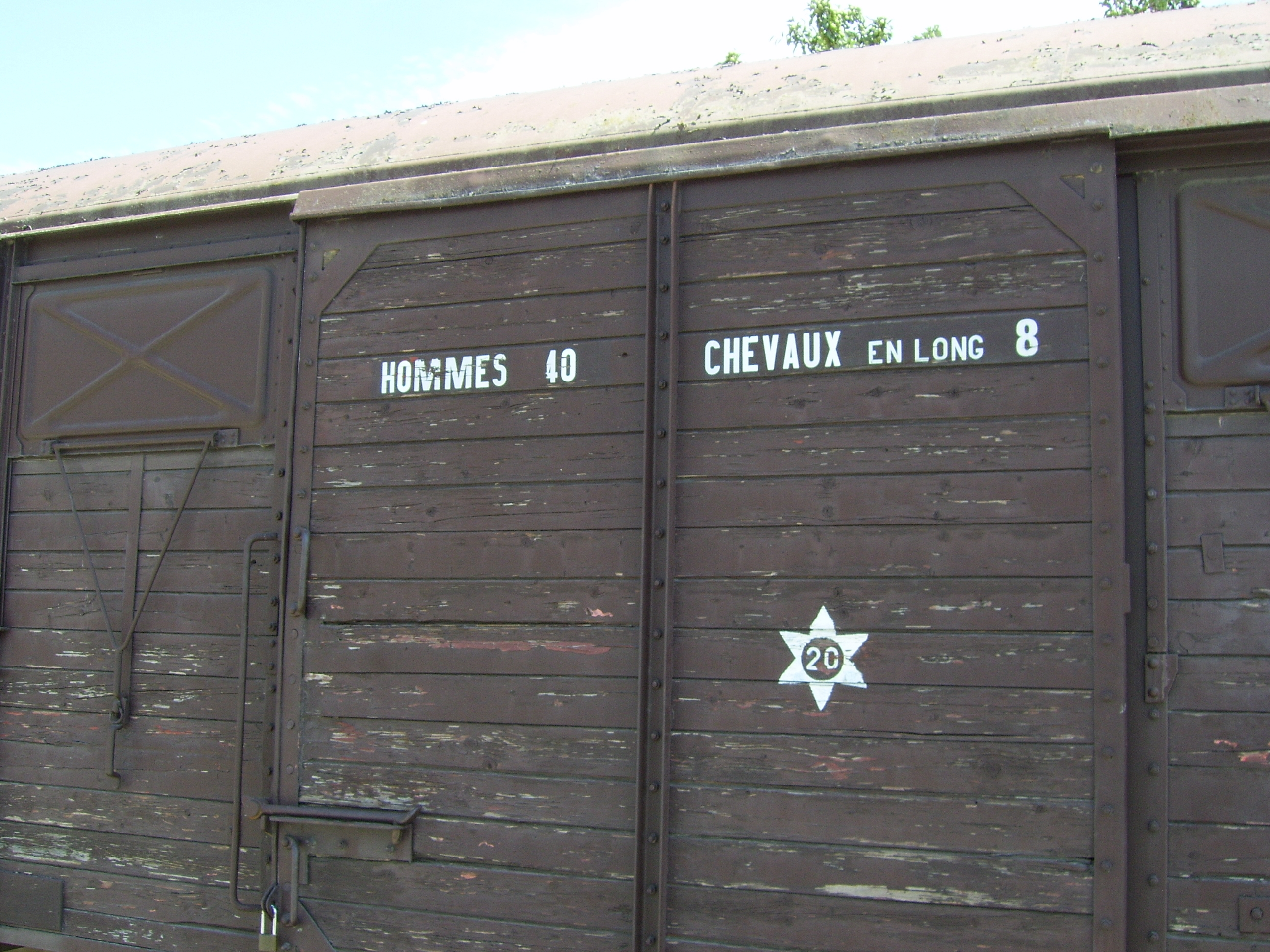
Gedenkstätte: Viehwaggon zur Deportation von Juden in die deutschen Konzentrationslager

Das Internierungslager entstand in einer alten Ziegelei. Nach Kriegsbeginn kamen bereits Anfang September 1939 die ersten Häftlinge, deutsche und österreichische, aber auch osteuropäische Juden und Intellektuelle, die vor Hitler oder Stalin geflüchtet waren, und in Frankreich jetzt als „étrangers indésirables“ (unerwünschte Ausländer) galten, nach Les Milles. Anfang November 1939 befanden sich etwa 1.500 Gefangene im Lager; im März 1940 waren es nach Freilassungen nur noch 140.
Im Juni 1940 marschierten die Deutschen in Frankreich ein (Westfeldzug, Fall Rot). Deutsche und Österreicher wurden interniert. Auch ehemalige Spanienkämpfer kamen jetzt aus anderen Lagern hierher. Mitte Juni lebten 3.000 Gefangene unter katastrophalen Bedingungen im Lager. Nach dem kapitulationsähnlichen Waffenstillstand von Compiègne am 22. Juni 1940 versuchte der Kommandant des Lagers 2.010 Gefangene vor den Deutschen in Sicherheit zu bringen. Er schickte sie in einem Zug nach Bayonne, wo ein Schiff auf sie wartete. Während der Fahrt verbreitete sich das Gerücht, dass 2000 deutsche Soldaten nach Bayonne unterwegs seien, woraufhin einige Flüchtlinge versuchten auf eigene Faust davonzukommen, was wenigen auch gelang.
Am 30. September 1940 meldete Ernst Kundt für das Lager diese Zahl: „Internierte: 152, darunter 55 Arier“ (die übrigen waren demnach Juden gemäß Hans Globkes Definition) an das Auswärtige Amt in Berlin, das in die Deportationsvorbereitungen einbezogen war. 1942 wurden dann 2.000 Menschen von hier aus nach Auschwitz deportiert.
Nach der Kapitulation Frankreichs wurde das in der „Freien Zone“ gelegene Lager zunehmend als Deportationslager verwendet. Die ersten Gefangenen im umfunktionierten Lager waren Juden aus Baden, die Ende Oktober 1940 in der Wagner-Bürckel-Aktion hierher deportiert wurden und angeblich – entsprechend dem Madagaskarplan – abgeschoben werden sollten. Doch daraus wurde nichts, und nach der Wannseekonferenz wurden von Les Milles aus Juden in Vernichtungslager deportiert. Das Vichy-Regime verpflichtete sich den deutschen Besatzern gegenüber, alle von diesen namentlich angeforderten Gefangenen auszuliefern. Das Vichy-Regime hatte Nazi-Deutschland zugesichert, 10.000 ausländische – zumeist deutsche und österreichische – Juden auszuliefern. Das geschah im August und September 1942. Obwohl das die Besatzer gar nicht verlangt hatten, schlossen die französischen Behörden auch Kinder ein – weil sie sich später nicht um Waisen kümmern wollten. Von Les Milles aus nahmen fünf Züge mit insgesamt 2.000 Juden den Weg über das Sammellager Drancy (bei Paris) ins Vernichtungslager Auschwitz.
Von September 1943 bis August 1944 unterhielt die Kriegsmarine in Les Milles ein Marinelazarett. Nach Kriegsende nutzten US-Truppen das Gelände als Materiallager. 1946 wurde die Ziegelei den Eigentümern, einer Unternehmerfamilie aus Marseille, zurückgegeben. Angesichts des großen Bedarfs an Baumaterial für die Beseitigung der Kriegsschäden wurde hier die Produktion von Ziegelsteinen und Dachziegeln wieder aufgenommen.
Staatspräsident Macron besuchte am 5. Dezember 2022 das Lager. Er würdigte die Gedenkstätte und sagte, das Lager sei „kein Unfall der Geschichte“ gewesen, sondern die Folge der Erosion der demokratischen Werte. Das Lager sei ein Ort „der Verbrechen des französischen Staates“ gewesen.

## Die Wandbilder
Unter den Lagerinsassen befanden sich 40 Maler, darunter einige der größten Maler des 20. Jahrhunderts wie Max Ernst, Anton Räderscheidt und Wols. 1940/41 entstanden die inzwischen weit über Frankreich hinaus bekannten Wandmalereien in Les Milles. Einer der Deportierten und in Auschwitz Ermordeten war Karl Robert Bodek, 1905 geboren in Czernowitz, einer der Künstler, die die Wandbilder geschaffen haben. Die Wandbilder sind in der Gedenkstätte erhalten.

## Bekannte Internierte
Zu den bekanntesten Gefangenen, unter denen sich Juden, Kommunisten, Intellektuelle und Künstler befanden, zählen:
- Heinrich Maria Davringhausen
- Max Ernst
- Lion Feuchtwanger
- Walter Hasenclever
- Franz Hessel
- Golo Mann
- Anton Räderscheidt
- Georg Scheuer
- Samuel Schmitt
- Viktor Tischler
- Karl Wilczynski

## Gedenkstätte

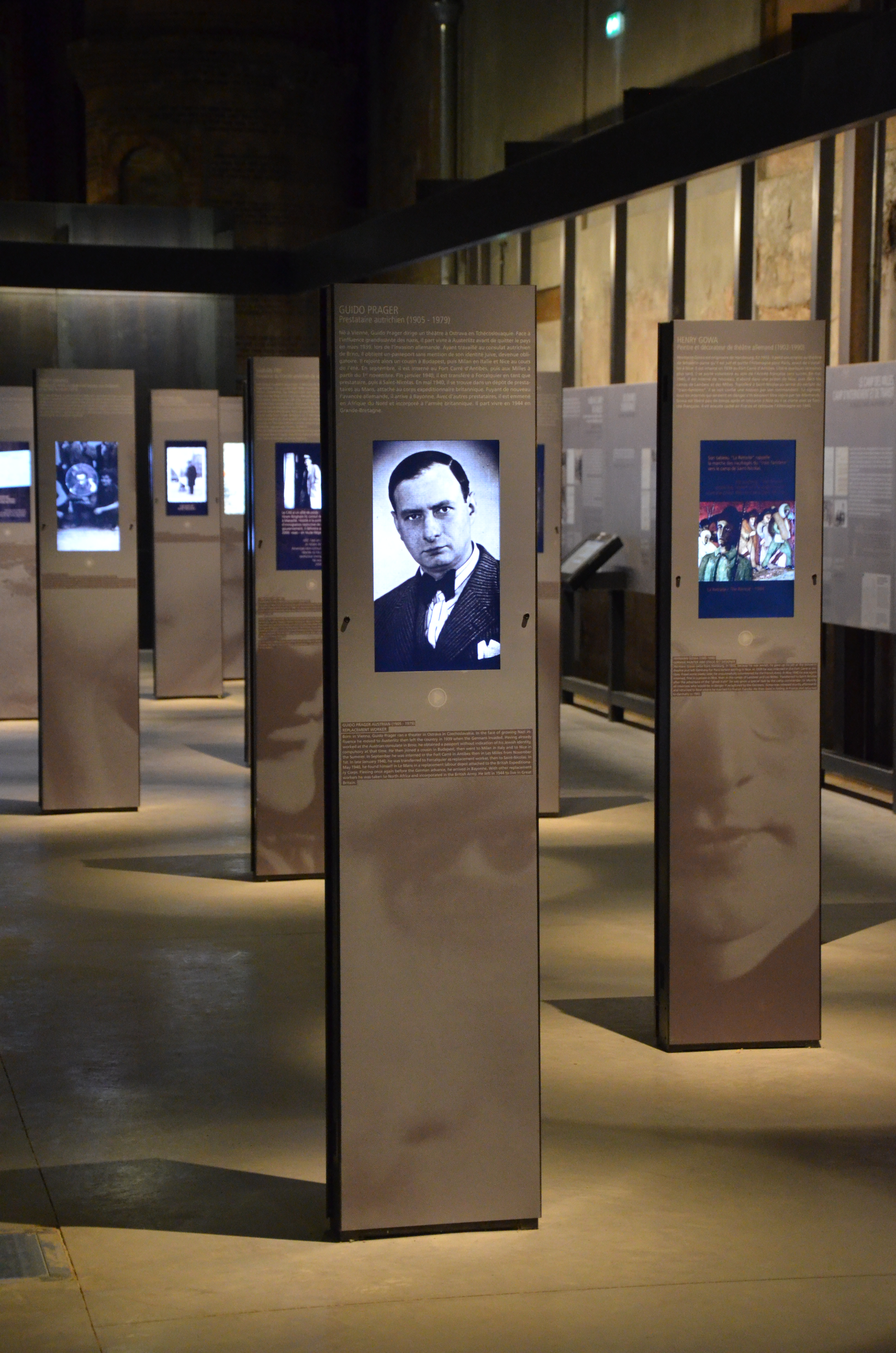
Gedenkstätte

Als die technisch veraltete Ziegelei 1983 abgerissen werden sollte, schlugen Historiker der Universität Aix-en-Provence, die sich als einzige für die Geschichte des Lagers interessierten, vor, im einzigen noch vollständig erhaltenen Lager aus jener Zeit eine Gedenkstätte einzurichten. Der damalige sozialistische Kulturminister Jack Lang setzte das Lager daraufhin auf die Denkmalschutz-Liste. Erst 2002 fiel die Entscheidung für eine Gedenkstätte im ehemaligen Lager, und bis zu dessen Fertigstellung vergingen noch einmal zehn Jahre. Mit Geldern des Staates und privater Stiftungen wurde das Gelände gekauft und der Stiftung Les Milles zur Verfügung gestellt. Die Eröffnung des Memorials fand am 10. September 2012 durch den französischen Premierminister Jean-Marc Ayrault statt, genau 70 Jahre, nachdem am 10. September 1942 von dort der letzte von fünf Zügen mit insgesamt 2.000 Juden nach Auschwitz abgefahren war.

## Film
Ein Teil der Geschichte des Camps des Milles ist Gegenstand des 1994 in Frankreich produzierten Films Les Milles. Gefangen im Lager. Die Regie führte Sébastien Grall, das Buch schrieben Jean-Claude Grumberg und Sébastien Grall. Die Darsteller sind unter anderen Jean-Pierre Marielle, Ticky Holgado, Rüdiger Vogler, Bruno Raffaeli, Philippe Noiret, Kristin Scott Thomas, Francois Perrot, Eric Petitjean, Jean-Marie Winling und Rafael Walentowicz.
Der Film schildert vor allem eine spektakuläre Rettungsaktion für einen Teil der Internierten. Ein Zug sollte am 22. Juni 1940 Hunderte von ihnen – darunter viele prominente Deutsche – in nur zwei Tagen an die Atlantikküste transportieren, von wo aus sie ein Schiff in die Freiheit bringen sollte.

„Bezeichnenderweise stellt der Film aber weniger die Schicksale dieser berühmten Deutschen in den Mittelpunkt, als vielmehr die in das Geschehen in und um das Lager involvierten französischen Militärs, insbesondere den Kommandanten und die Offiziere, die den Zug begleiten. Gerade weil in Südfrankreich das allgemeine Hassgefühl gegenüber Deutschen damals so gross war, wirken deren Taten und deren Zwiespalt zwischen Befehlsgehorsam und eigenem Gewissen besonders nachhaltig. Dem Film gelingt es somit bisweilen auch, die Politik und Scheinheiligkeit des mit Nazideutschland kollaborierenden Vichy-Regimes effektvoll zu kritisieren.“

Die Zugfahrt, deren ursprüngliches Ziel Bayonne sein sollte, wurde zu einer mehrtägigen Irrfahrt durch den Süden Frankreichs vor dem Hintergrund der Waffenstillstandsverhandlungen in Compiegne. In deren Folge gehörte Bayonne zum von den Deutschen okkupierten Teil Frankreichs, während der Ausgangspunkt der Reise, Les Milles, im unbesetzten Teil Frankreichs verblieb. „Nimes war die Endstation des so genannten Gespensterzuges. Dort wurden alle Häftlinge ausgeladen und mussten einen Fußmarsch zum etwa zwanzig Kilometer entfernten Lager Saint-Nicolas antreten, den die Kranken und Erschöpften kaum mehr bewältigen konnten.“